# Labiovelaar
In de fonetiek is een labiovelaar hetzij een echte velaar met een secundaire articulatie van de lippen, hetzij een soort approximant die wordt gevormd door een coarticulatie van het zachte verhemelte en de geronde lippen. 

## Verdeling
Veruit de meest voorkomende labiovelaar is de stemhebbende approximant /w/. Daarnaast kent een aantal talen - met name in West- en Centraal-Afrika - labiovelare medeklinkers. Over het algemeen zijn dit plosieven of nasalen, zoals [kʷ, ɡʷ, xʷ, ŋʷ]. Daarnaast hebben het Japans en mogelijk sommige Noord-Irokese talen een echte labio-velare approximant, dat wil zeggen een die met volledig geronde lippen wordt gearticuleerd. In het Internationaal Fonetisch Alfabet wordt deze klank diakritisch weergegeven. 

## Notering
Het Internationaal Fonetisch Alfabet onderscheidt drie labiovelare medeklinkers met een apart symbool:
- de stemloze labiaal-velaire plosief ([k͡p]?)
- de stemhebbende labiaal-velaire plosief ([ɡ͡b]?)
- de labiaal-velaire nasaal ([ŋ͡m]?)